# Чарлс Барнет
Чарлс Барнет (енгл. Charles Burnett; Виксбург, 13. април 1944) је амерички филмски редитељ, филмски продуцент, писац, монтажер, глумац, фотограф и сниматељ. Његови најпопуларнији филмови су Убица оваца (1978), Венчање мог брата (1983), Спавати с љутњом (1990), Стаклени штит (1994) и Намибија: Борба за ослобођење (2007). Био је укључен у друге врсте филмова, укључујући кратке, документарне филмове и ТВ серије.
Назван "једним од најбољих америчких филмских стваралаца" од стране Чикаго Трибјуна и "најмање познатим великим филмским ствараоцем и најдаровитијим црним редитељем" од Њујорк Тајмса, Барнет је имао дугу, разнолику каријеру.

## Позадина
Барнет је рођен 13. априла 1944. године у Виксбургу, у држави Мисисипи, од помоћника медицинске сестре и оца војног особља. Према ДНК анализи, он углавном води порекло од људи из Сијера Леонеа. Године 1947. Чарлсова породица се преселила у Вотс, углавном црначки кварт у јужном Лос Анђелесу. Барнет је био заинтересован за изражавање кроз уметност од малих ногу, али економски притисак да задржи стабилан посао га је спречио да се бави филмом или уметношћу на колеџу.

### Утицај Вотс нереда
Вотс је имао значајан утицај на Барнетов живот и рад. Заједница, која је стекла на гласу 1965. године када су насилни нереди у тој области проузроковали смрт 34 особе и повређено више од 1.000, поново се појавила у вести 1992. године када су се демонстранти окренули пљачки и паљевинама након ослобађајуће пресуде полицајцима који су суђени за премлаћивање Родни Кинга. Бернет је рекао да је комшилук имао снажан утицај на југ због великог броја јужњака који живе у овој области. Вотс снажно утиче на тему својих филмова, која се често врти око јужњачког фолклора помешаног са модерним темама. Његов филм Убица оваца смештен је у Вотс.

### Колеџ
Барнет се прво уписао на градски колеџ у Лос Анђелесу да би студирао електронику припремајући се за каријеру електричара. Незадовољан, отишао је на час писања и одлучио да његове раније уметничке амбиције треба истражити и тестирати. Даље је стекао диплому писања и језика на Калифорнијском универзитету у Лос Анђелесу.

## Теме које се понављају
Теме које су се понављале у делима Чарлса Бaрнета биле су првенствено утицај историје на структуру породице. Такође је настојао да сними филмове о Афроамериканцима из радничке класе који су осуђивали стереотипе и клишее. Бaрнет је рекао критичарима да снима филмове који се баве емоцијама које произлазе из стварних проблема као што су зрелост и самоидентитет. Такође је пронашао понављајућу тему у ослобођењу и борби, можда након утицаја Трећег светског филмског клуба UCLA који је заговарао револуције које су се дешавале широм света 1960-их и 1970-их.